# Metaphycus citricola
Metaphycus citricola är en stekelart som beskrevs av Annecke och Mynhardt 1971. Metaphycus citricola ingår i släktet Metaphycus och familjen sköldlussteklar.
Artens utbredningsområde är:
- Algeriet.
- Pakistan.

Inga underarter finns listade i Catalogue of Life.